# Радововићи
Радововићи је насељено мјесто у граду Горажду, Босна и Херцеговина.

## Становништво
|         | 2013.       | 1991.        | 1981.        | 1971.        |
| Укупно  | 12 (100,0%) | 51 (100,0%)  | 66 (100,0%)  | 81 (100,0%)  |
| Бошњаци | 12 (100,0%) | 51 (100,0%)1 | 66 (100,0%)1 | 81 (100,0%)1 |

1. 1 На пописима од 1971. до 1991. Бошњаци су пописивани углавном као Муслимани.